# Cyphacanthus
Cyphacanthus monotipski biljni rod iz porodice Acanthaceae smješten u podtribus Aphelandrinae, dio tribusa Acantheae, podporodica Acanthoideae. Jedina vrsta je kolumbijski endem C. atopus,  do dva metra visok grm iz departmana Boyacá. 

## Opis
Rod je opisan u Contr. U.S. Natl. Herb.  31(2): 282. 1953.